# Komodaru

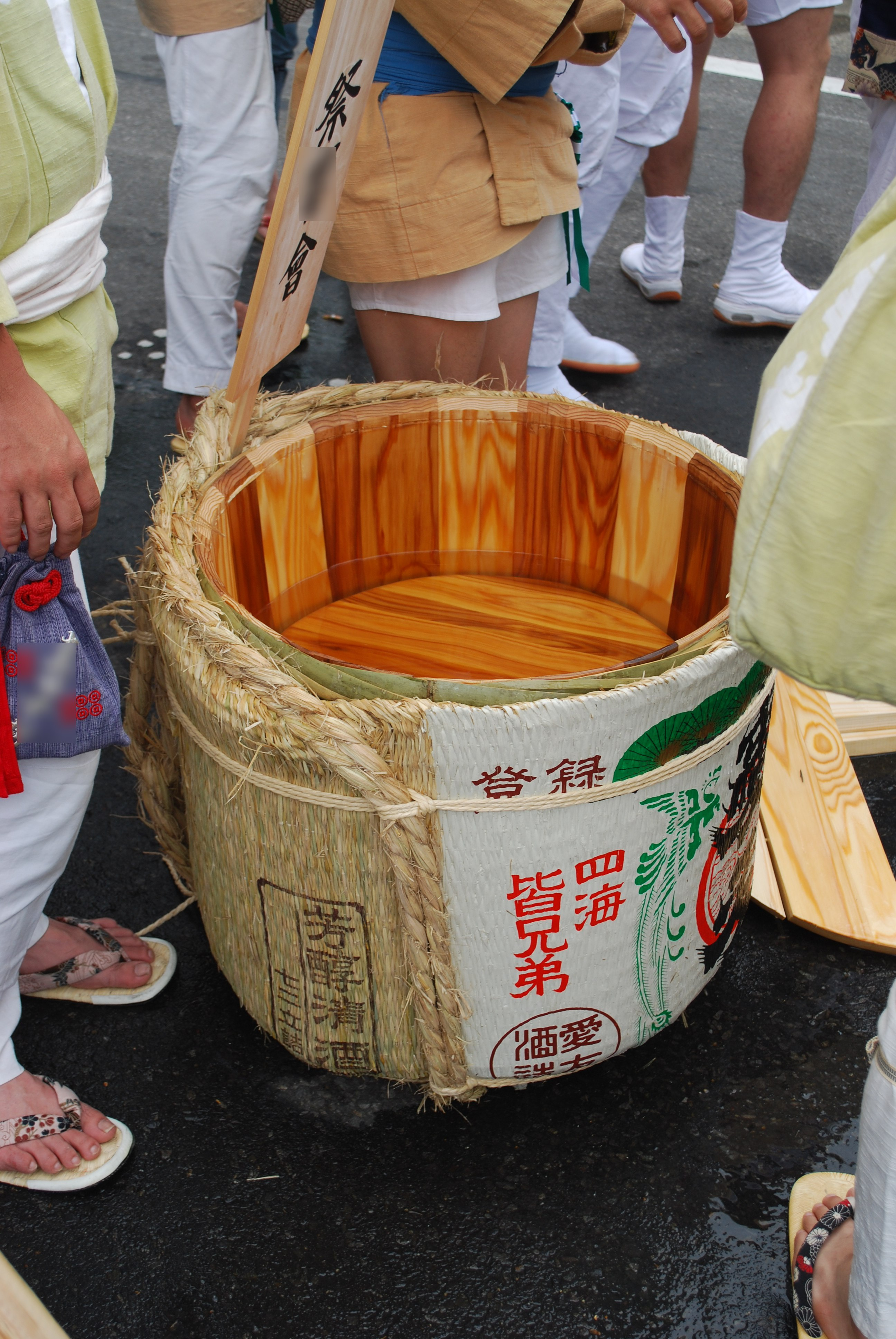
Un komodaru ouvert avec son faux fond.

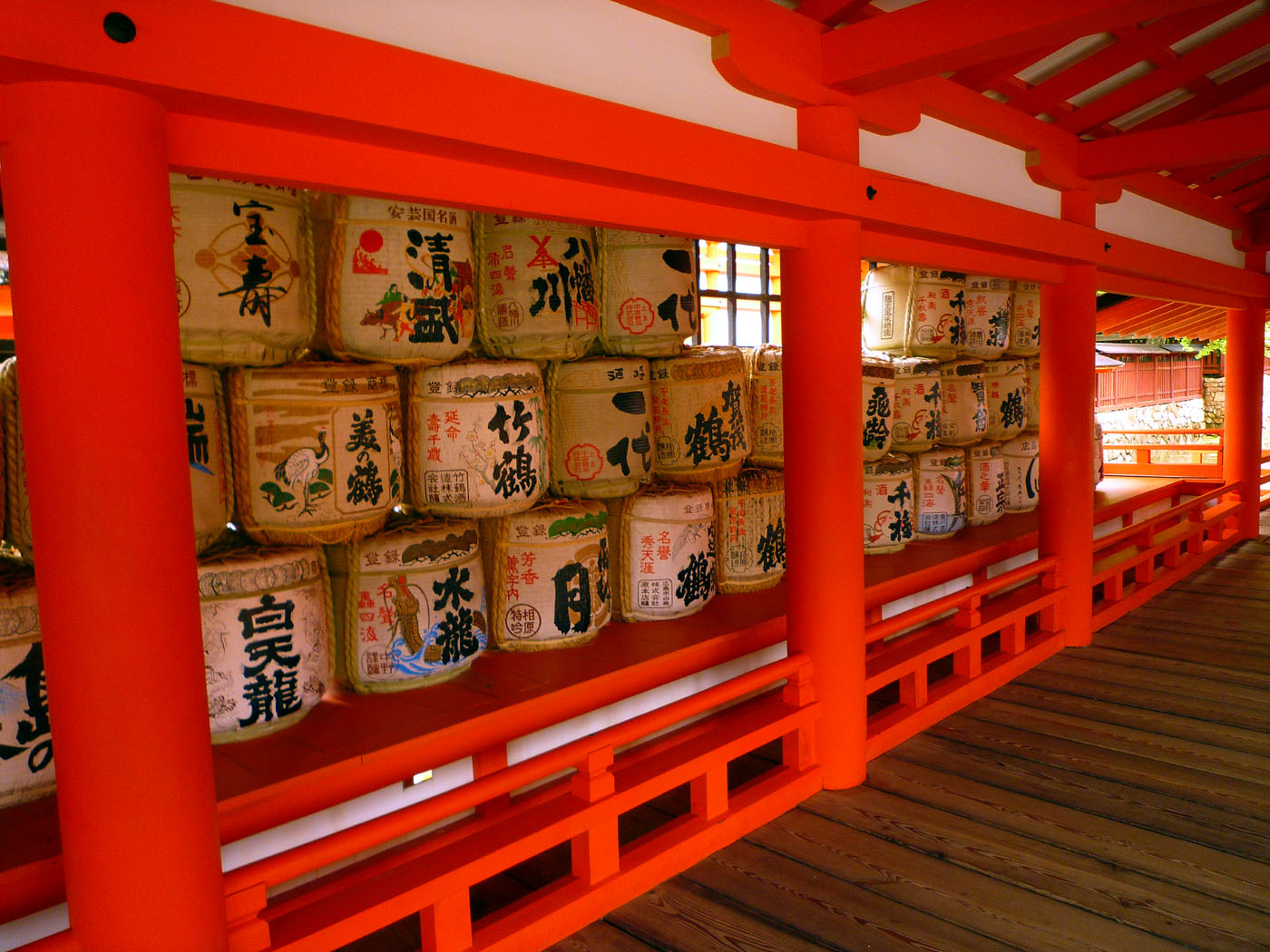
Komodaru dans un temple.

Un komodaru (菰樽) ou sakadaru (酒樽) est un tonneau destiné au stockage du saké, l'alcool de riz traditionnel japonais, depuis plus de trois cent cinquante ans. Toujours réalisé en bois de cèdre, on en trouve de diverses tailles et capacités avec souvent une même taille de tonneau mais avec une capacité différente (réduite de moitié ou de trois quarts) grâce à un système de faux fond (agezoku) réduisant la hauteur interne) :
- ôdaru :
  - 18 litres (40 cm de diamètre et de hauteur) ou 1 to (斗 soit 18,04 l)
  - 36 litres (50 cm de diamètre et de hauteur) ou 2 to
  - 72 litres (60 cm de diamètre et de hauteur) ou 4 to
- mamedaru :
  - 300 millilitres (10,5 cm x 10,5 cm)
  - 900 millilitres (14 cm x 14 cm)
  - 1,8 litre (18 cm x 18 cm)
  - 3,6 litres (22 cm x 22 cm)

Ce type de tonneau n'a pas de système verseur ou de robinet ; il convient donc de le remplir puis de sceller son couvercle amovible ou de l'ouvrir en brisant ce couvercle. Ceci donne lieu à une cérémonie shinto : le kagami biraki.
De petits accessoires sont alors utilisés : tatefuda (立て札) (ou iriyama), une planchette de bois servant d'enseigne ou d'annonce décorative ; kiduchi (木槌), un marteau de bois nécessaire afin de briser le couvercle ; takejaku (竹杓), une cuillère en bambou afin de verser le saké dans un masu afin de le déguster ; kanehara, une spatule en métal…
Par ailleurs, le komodaru est toujours recouvert d'une paillasse et d'une corde en paille de riz, afin de le protéger des intempéries.
Ces tonneaux sont en outre également destinés aux offrandes dans les temples shinto où ils sont exposés (vides) et où on les appelle alors kazaridaru.